# Glenea leptis
Glenea leptis är en skalbaggsart som beskrevs av Jordan 1903. Glenea leptis ingår i släktet Glenea och familjen långhorningar.
Artens utbredningsområde är Kenya. Inga underarter finns listade i Catalogue of Life.